# Artturi Ilmari Virtanen
Artturi Ilmari Virtanen (Helsinki, 15 januari 1895 – aldaar, 11 november 1973) was een Fins biochemicus en Nobelprijswinnaar.

## Biografie
Virtanen werd geboren in Helsinki als zoon van Kaarlo Virtanen en Serafina Isotalo. Hij had zeven broers waarvan er vier reeds in hun kindertijd overleden. Hij studeerde aan het klassiek gymnasium in Viipuri en vervolgens aan de universiteit van Helsinki, waar hij in 1919 promoveerde. Aansluitend studeerde hij in Zürich fysische chemie (1920) en in Stockholm bacteriologie (1921) en enzymologie (1923-1924) onder Hans von Euler-Chelpin. Virtanen huwde in 1920 de plantkundige Lilja Moisio; uit het huwelijk werden twee zonen, Kaarlo en Olavi, geboren.
Terug in Finland werd hij docent aan de universiteit van Helsinki. In 1931 werd hij als hoogleraar in biochemie aangesteld aan het Finse Instituut van Technologie en aan de Universiteit van Helsinki in 1939. In 1933 kocht hij een boerderij nabij Helsinki waar hij zijn wetenschappelijke resultaten in de praktijk testte. Hij deed onder meer onderzoek naar gedeeltelijke kunstmatig voer voor runderen, naar stikstof-fixerende bacteriën in wortelvertakkingen en naar verbeterde methode om boter te conserveren.
In 1945 won hij de Nobelprijs voor de Scheikunde voor zijn werk in de agro- en voedingsscheikunde, toegespitst op zijn methode om diervoer te conserveren (AIV Diervoer). Deze methode – die hij in 1943 publiceerde – betekende een verbetering in de kwaliteit van opgeslagen, groen voer, wat van groot belang is in lange winters. Het proces omvat het toevoegen van verdund zoutzuur of zwavelzuur aan net opgeslagen graan. Het verhoogde zuurgehalte stopt schadelijke gistingsreacties en doet tegelijkertijd geen afbreuk aan de voedingswaarde van het graan, noch is het slecht voor het consumerende dier.

## Erkenning
Virtanen was lid van vele wetenschappelijke genootschappen, waaronder de Finse, Noorse, Zweedse, Vlaamse, Beierse en de Pauselijke Academies van Wetenschappen, en van de Zweedse en Deense Academie van Technische Wetenschap.
De planetoïde 1449 Virtanen, ontdekt door de vermaarde Finse sterren- en natuurkundige Yrjö Väisälä, is naar hem vernoemd alsmede de maankrater Virtanen.
1901: Van 't Hoff ·
1902: E. Fischer ·
1903: Arrhenius ·
1904: Ramsay ·
1905: Baeyer ·
1906: Moissan ·
1907: Buchner ·
1908: Rutherford ·
1909: Ostwald ·
1910: Wallach ·
1911: Curie ·
1912: Grignard, Sabatier ·
1913: Werner ·
1914: Richards ·
1915: Willstätter ·
1918: Haber ·
1920: Nernst ·
1921: Soddy ·
1922: Aston ·
1923: Pregl ·
1925: Zsigmondy ·
1926: Svedberg ·
1927: Wieland ·
1928: Windaus ·
1929: Harden, Euler-Chelpin ·
1930: H. Fischer · 
1931: Bosch, Bergius ·
1932: Langmuir ·
1934: Urey ·
1935: F. Joliot-Curie, I. Joliot-Curie ·
1936: Debye ·
1937: Haworth, Karrer ·
1938: Kuhn ·
1939: Butenandt, Ružička ·
1943: Hevesy · 
1944: Hahn ·
1945: Virtanen ·
1946: Sumner, Northrop, Stanley ·
1947: Robinson · 
1948: Tiselius · 
1949: Giauque ·
1950: Diels, Alder ·
1951: McMillan, Seaborg ·
1952: Martin, Synge ·
1953: Staudinger ·
1954: Pauling ·
1955: Vigneaud ·
1956: Hinshelwood, Semjonov ·
1957: Todd ·
1958: Sanger ·
1959: Heyrovský ·
1960: Libby ·
1961: Calvin ·
1962: Perutz, Kendrew ·
1963: Ziegler, Natta ·
1964: Hodgkin ·
1965: Woodward ·
1966: Mulliken ·
1967: Eigen, Norrish, Porter ·
1968: Onsager ·
1969: Barton, Hassel ·
1970: Leloir ·
1971: Herzberg ·
1972: Anfinsen, Moore, Stein · 
1973: E.O. Fischer, Wilkinson · 
1974: Flory ·
1975: Cornforth, Prelog ·
1976: Lipscomb ·
1977: Prigogine · 
1978: Mitchell ·
1979: Brown, Wittig ·
1980: Berg, Gilbert, Sanger ·
1981: Fukui, Hoffmann ·
1982: Klug ·
1983: Taube ·
1984: Merrifield ·
1985: Hauptman, Karle ·
1986: Herschbach, Lee, Polanyi ·
1987: Cram, Lehn, Pedersen ·
1988: Deisenhofer, Huber, Michel ·
1989: Altman, Cech ·
1990: Corey ·
1991: Ernst ·
1992: Marcus ·
1993: Mullis, Smith ·
1994: Olah ·
1995: Crutzen, Molina, Rowland ·
1996: Curl, Kroto, Smalley ·
1997: Boyer, Walker, Skou ·
1998: Kohn, Pople ·
1999: Zewail ·
2000: Heeger, MacDiarmid, Shirakawa ·
2001: Knowles, Noyori, Sharpless ·
2002: Fenn, Tanaka, Wüthrich ·
2003: Agre, MacKinnon ·
2004: Ciechanover, Hershko, Rose ·
2005: Grubbs, Schrock, Chauvin ·
2006: Kornberg ·
2007: Ertl ·
2008: Shimomura, Chalfie, Tsien ·
2009: Steitz, Yonath, Ramakrishnan ·
2010: Heck, Negishi, Suzuki ·
2011: Shechtman ·
2012: Kobilka, Lefkowitz ·
2013: Karplus, Levitt, Warshel ·
2014: Betzig, Hell, Moerner ·
2015: Lindahl, Modrich, Sancar ·
2016: Sauvage, Stoddart, Feringa ·
2017: Dubochet, Frank, Henderson · 
2018: Arnold, Winter, Smith ·   
2019: Goodenough, Whittingham, Yoshino ·
2020: Charpentier, Doudna ·
2021: List, MacMillan ·
2022: Bertozzi, Meldal, Sharpless ·
2023: Bawendi, Brus, Jekimov ·
2024: Baker, Hassabis, Jumper